# Giuseppe Lo Presti (partigiano)
Giuseppe Lo Presti, talvolta citato con la grafia Lopresti (Roma, 31 maggio 1919 – Roma, 24 marzo 1944), è stato un militare e partigiano italiano, vittima dell'eccidio delle Fosse Ardeatine, medaglia d'oro al valor militare alla memoria.

## Biografia
Nato a Roma da genitori originari di Palmi, nel 1940 Lo Presti partecipò, come sottotenente di complemento, alle operazioni belliche sul Fronte occidentale. Dopo l'armistizio prese parte alla Guerra di liberazione e fu tra gli organizzatori della Resistenza romana. Il PSIUP, di cui era militante, gli affidò la direzione della VI Zona, comprendente i quartieri Appio, Esquilino e Celio.
Catturato il 13 marzo 1944 a Roma, fu lungamente torturato nel carcere tedesco di via Tasso. Resistette stoicamente alle sevizie salvando, così, la vita a numerosi suoi compagni. Dieci giorni dopo l'arresto fu ucciso nell'eccidio delle Fosse Ardeatine.

## Intitolazioni
Palmi, città d'origine dei genitori del giovane partigiano, ha intitolato alla sua memoria lo Stadio Giuseppe Lopresti.